# 試製九八式中戦車
試製九八式中戦車 チホ（しせいきゅうはちしきちゅうせんしゃ ちほ）とは、日本陸軍参謀本部の命で開発され、1939年（昭和14年）7月に完成した試作中戦車。「チホ」は中戦車（チュウセンシャ）として5番目（イ、ロ、ハ、ニ、ホ）に設計されたことを示している。

## 概要
八九式中戦車の後継車をめぐり、参謀本部は「軽量安価で、大量に配備できる戦車」として試製中戦車 チニを推し、運用側が対抗してより高性能のチハ（後の九七式中戦車）を推したことは有名である。この対立は日中戦争勃発とともに軍の予算が大幅に増額されたことで多少高価でも（チニと比較して）高性能のチハが採用されることとなった。
但し参謀本部はその持論を捨てきれなかったようで、軽量安価な車両として開発されたのが本車である。車体の完成は昭和14年（皇紀2599年）であり、当時の兵器の呼称様式(皇紀の下2桁で呼称)に従えば「九九式」となるが、「九八式」という非公式の名称の初出はよくわかっていない。
『四研史』によれば、「試製中戦車（チホ車）」は1940年8月に油圧操向の試作車の2輌が就工（三菱・大森）、また1941年3月に2輌が就工（小倉・相模陸軍造兵廠）したとしている。また、戦車学校/技本案と参謀本部案の設計の異なる複数の試作車が試作されたといわれる。（戦車学校/技本案はチハの、参謀本部案はチニの設計コンセプトを継承したモノだったという。）
本車の外見上の特徴として、
- チホ車用の試製大型砲塔の形状は九七式中戦車改や一式中戦車のものに似ている。
- 識別点として砲塔後部機銃及びキューポラ(展望塔)が無く、上面は平ら。砲塔前方左側に車載機関銃装備。
- 47mm戦車砲を装備。
- 転輪は片側5つ。サスペンションは他の日本戦車と同じくシーソー式。
- 車体後部にソリ（尾体）装備。
- マフラー（消音器）は車体後部左側に装備。

本車に於いて特筆すべきは搭載砲に貫徹力を重視し、長砲身・高初速の47mm戦車砲を採用したことである。チニ・チハはどちらも歩兵支援戦車としての色合いが濃く、搭載砲は貫徹力の低い短砲身57mm戦車砲であった。

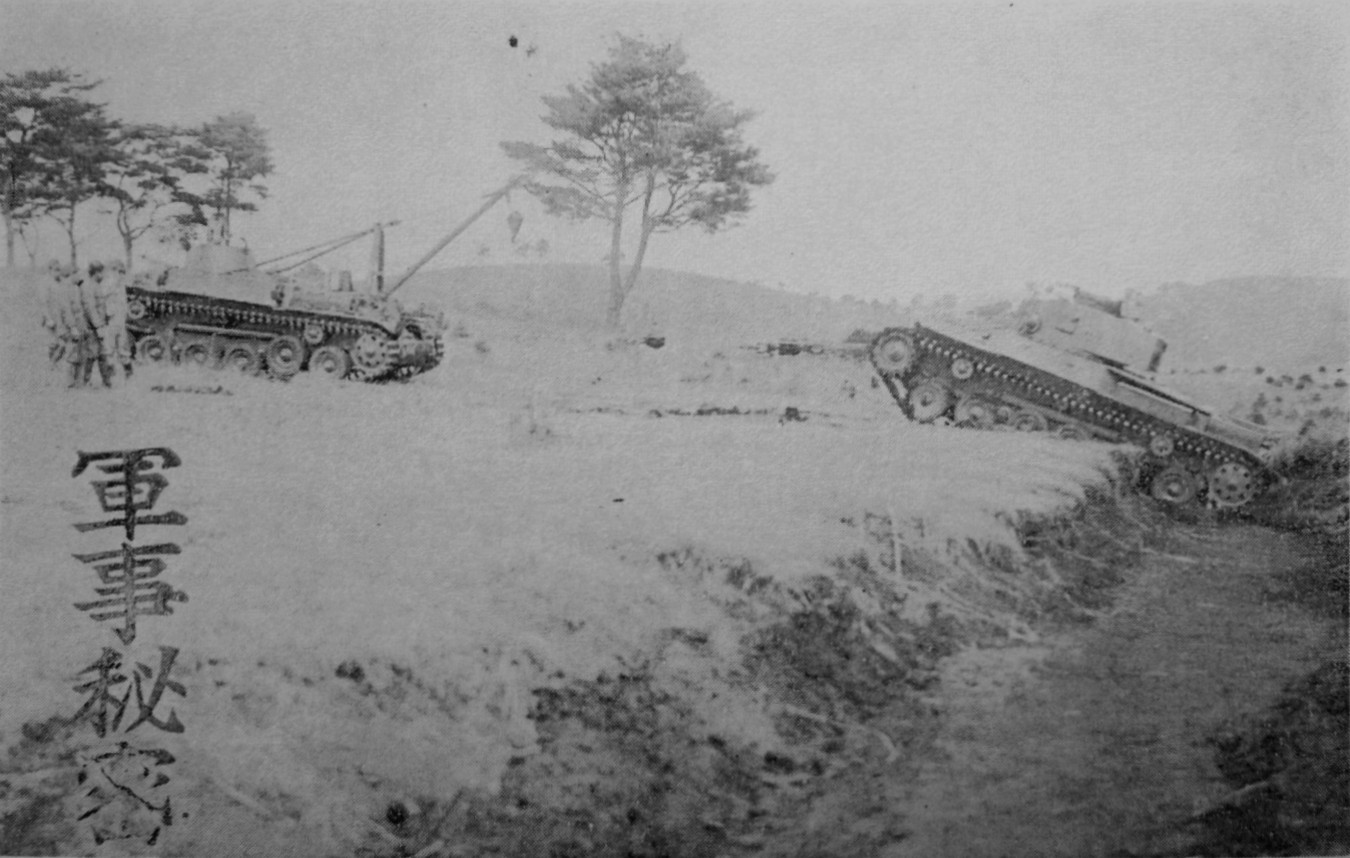
長らく九八式中戦車といわれてきた車両の写真（右側）。写真は九七式中戦車の車体を利用した戦車回収車（装甲工作車“セリ”）がこの車両を壕から救出している場面である。確かに砲塔前方に機関銃がついているが、車体に眼をやると転輪が6つであり、九七式中戦車の車体である事が分かる。また、47mm砲が未装備で、キューポラが付いている事から九七式中戦車改用の新砲塔のプロトタイプの1つであるという説が有力である。

この転換については本車が完成する少し前、次期中戦車の開発を睨み昭和14年3月に開かれた戦車研究委員会において「（次期中戦車の）搭載砲はまず57mmとするも、火砲威力についてはなお研究する。対戦車威力のつとめて増大した戦車砲、または機関砲を装備することも予期すること。口径はやむなくば47mmまで低下することもある。将来戦に於いては対戦車戦闘のやむなき機会多きを顧慮す。」という設計条件を付けたことからもうかがえる。特に最後の一文については同年6月に勃発したノモンハン事件、及び同年9月に始まったポーランド侵攻に於いて証明されることとなる。
試製四十七粍戦車砲は、試製九七式四十七粍砲及び試製四十七粍砲の研究成果から設計された。試製四十七粍戦車砲の完成砲は1940年6月より各種試験を開始、同年9月に試製四十七粍戦車砲を装備した本車の砲塔が、九七式中戦車チハの車体に搭載され抗堪弾道性試験が行われた。
なお、本車の搭載砲は、「試製47粍戦車砲」ではなく、一式四十七粍戦車砲の試製砲である、「試製四七粍戦車砲○新」（試製四糎七戦車砲○新）である。試製47粍戦車砲と試製四七粍戦車砲○新の違いは、試製47粍戦車砲は九四式七糎戦車砲の砲架を利用したので駐退機のカバーは上側が斜めに欠けている。それに対し、試製四七粍戦車砲○新は下側が斜めに欠けている。
砲塔前方左側に機関銃を搭載した意図ははっきりしないが、同軸機銃に類するものを想定したと推測され、実際に昭和14年頃に九七式中戦車の後継車両についての『新中戦車設定条件』の中に主砲と双連式(同軸)に機銃を搭載することが述べられている。同軸機銃とは主砲の横に同軸で装備される機関銃のことで、主砲発射に際し機銃の弾道を見て着弾点を予測するスポッティングライフルや主砲弾装填の間敵を制しておく用途に使われるが、陸軍の戦車では九八式軽戦車や二式軽戦車にしか採用されていない。因みに太平洋戦線で日本の戦車がバズーカに簡単にやられてしまったのは砲弾装填の間に敵を制しておくことができず、敵にゆっくり狙う時間を与えてしまったからだと言われる。
チホ車に搭載されることになっていたエンジンは、参謀本部案と技術本部案で異なり、前者の案では最大出力120馬力の空冷6気筒ディーゼルエンジンの搭載を計画していた。これは九五式軽戦車（三菱A6120VDeエンジン）からの流用としており、整備面の向上を図ったものだった。このほかにも参謀本部案ではガソリンエンジンの研究も検討していた。（なお、この参謀本部案におけるチホ車の最高時速は約30㎞/hとし、全備重量も渡河作戦の簡便化を考慮して11t以下としている）。
一方の技術本部案では本車のエンジンとして150馬力ディーゼルエンジンが提案されており、全備重量も12.1ｔとした。
本車の変速機は前進5段、後進1段であった。
またチホ車は、国産戦車として初めて操向装置に油圧機構を用いたが、これはこれまでの国産戦車に装備された変速機器は複雑な構造をしており、重量が増せば増すほどレバー操作が重く、円滑な操作が困難になったためであり、特に九七式中戦車の段階では許容範囲を超えつつあったとされる。なお、油圧機構の試験結果は満足すべきものだったと言われる。
しかし車体重量に制限を付ける限り装甲防御力の低さも改善されるものとは思えない。キューポラが無いことで、外部視察能力がチハ等に比べ劣ることも否めない。更にノモンハン事件での戦車戦の経験から、既存の国産戦車の装甲・機動力不足が露呈し改善が求められた。このため、チホ車の研究開発を打ち切り、チホ車の装甲・機動力を強化したチヘ車(一式中戦車)にスライドしていき、本車が制式に採用されることは無かった。